# マカオ・タワー

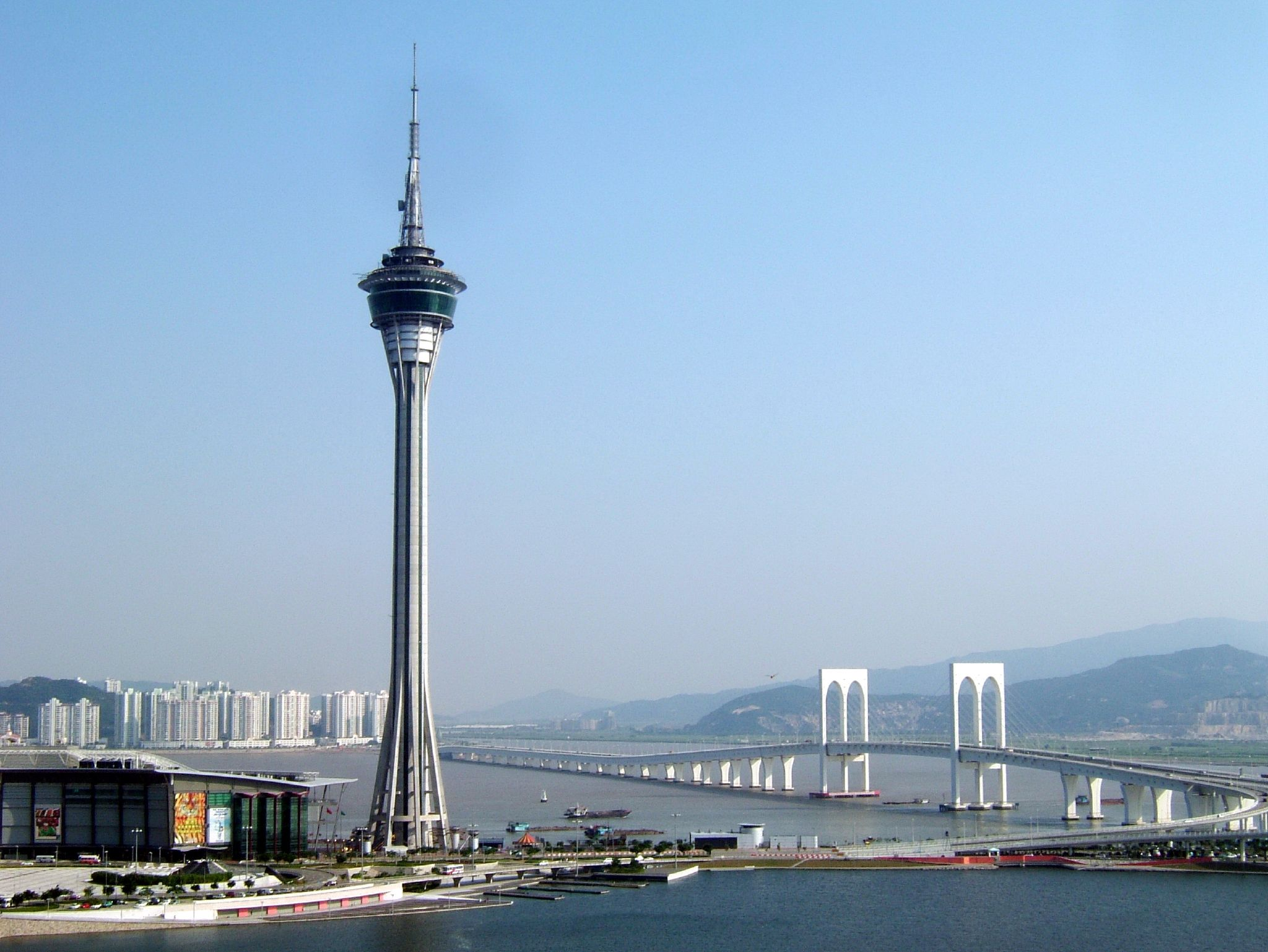
マカオ・タワー

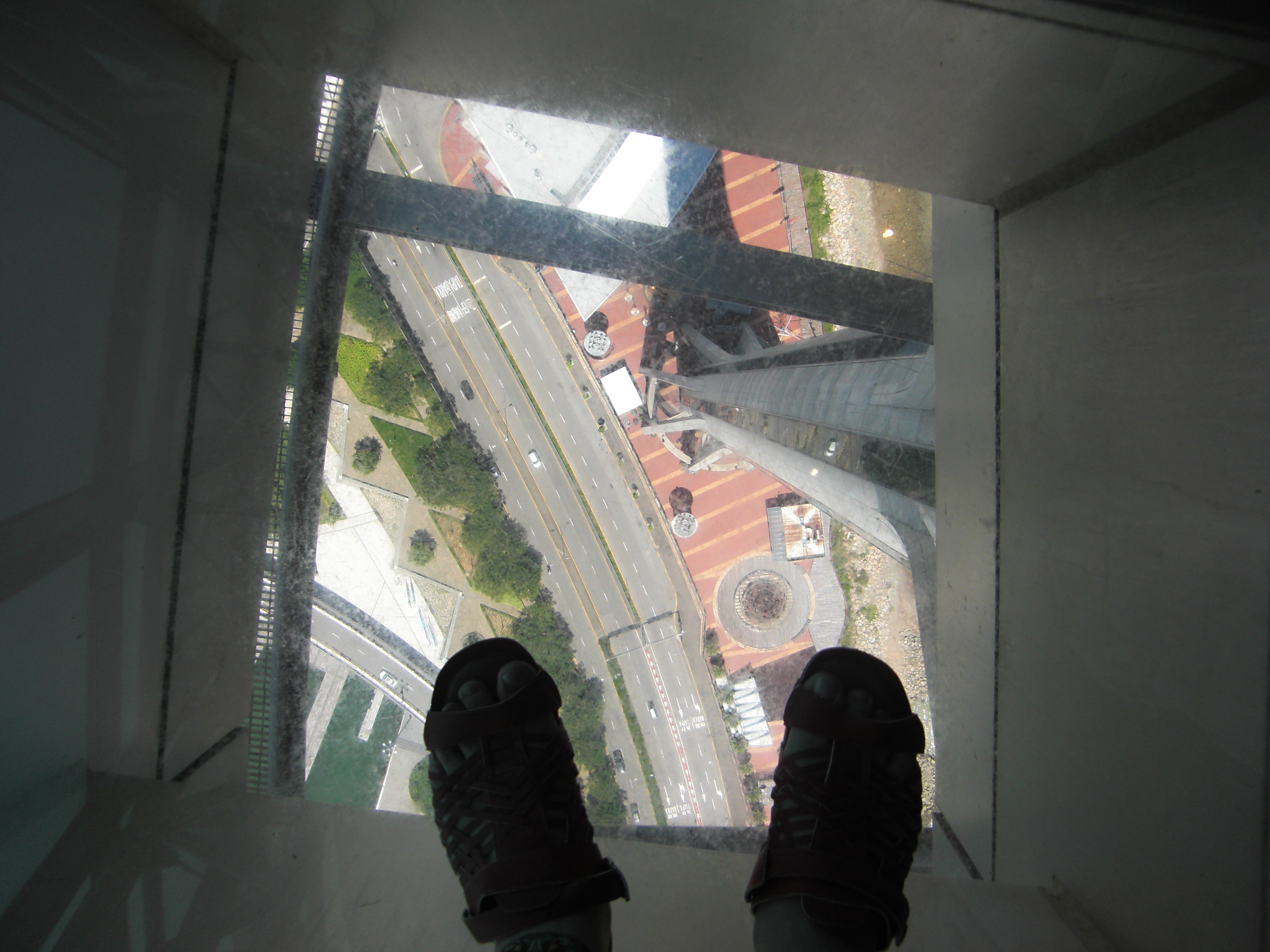
58階展望台より

マカオ・タワー（マカオタワーコンベンションアンドエンターテイメントセンター、繁体字: 澳門旅遊塔會展娛樂中心、英文表記: Macau Tower Convention & Entertainment Center）は、中華人民共和国の特別行政区、マカオに位置する塔。地面から最頂部まで、タワーは338メートル（1109フィート）の高さを誇る。棟には全景を見渡せるデッキ状の展望台部分やレストラン、映画館、ショッピングモールが設けられており、外縁を探索することが可能な「スカイウォーク・X」と呼ばれるツアーも用意されている。タワーはマカオの景色を一望できる最良の場所であり、近年は多くの冒険的な活動に用いられている。特にタワーの233メートル地点からは、タワーに繋がれる「スカイジャンプ」や、ニュージーランドの実業家、A・J・ハケットによるバンジージャンプを、世界で最も高い展望台から楽しむことができる。タワーはクレイグ・クレイグ・モラーの建築会社によって建てられた。
タワーは世界大タワー連盟に加盟する建造物の一つである。さらに、展望や娯楽に使用されるタワーは、電気通信や放送を目的としても使われている。

## 沿革
ニュージーランドのオークランドを訪れた、マカオの億万長者スタンレー・ホーは、オークランドにあるスカイタワーに感銘を受け、マカオにも同様の建造物を建設するよう依頼した。タワーはニュージーランドの建築会社ベカ・グループと、クレイグ・クレイグ・モラー建築会社のゴードン・モラー、澳門旅遊娛樂股份有限公司 (Sociedade de Turismo e Diversões de Macau, SARL) によりデザインされた。建設工事は1998年に開始され、タワーは2001年12月19日に正式なオープンとなった。これはアメリカ合衆国ネバダ州ラスベガスにある、ストラトスフィア・タワーと同様のデザインである。CBSで2007年4月22日に放送された「アメージング・レース11」のエピソードでは、タワーが障害物として使用されている。

## イベント
2006年12月17日、バンジージャンプの父であるA・J・ハケットと、香港のアーティストエディソン・チャンは、マカオ・タワーで2つのギネス記録を破った。ハケットは1998年に達成した自身の「建造物から飛ぶ最も高いバンジージャンプ」のギネス記録を破った。また、エディソン・チャンも、タワーからジャンプを行い「世界最高のバンジージャンプ施設」に記録された。また2007年9月19日放送のフジテレビ「ザ・ベストハウス123」でロンドンブーツ1号2号の田村亮が2人同時バンジーのギネス記録を達成したが、直後にロケに同伴した同番組の後藤喜男プロデューサーにあっさり更新されてしまった。

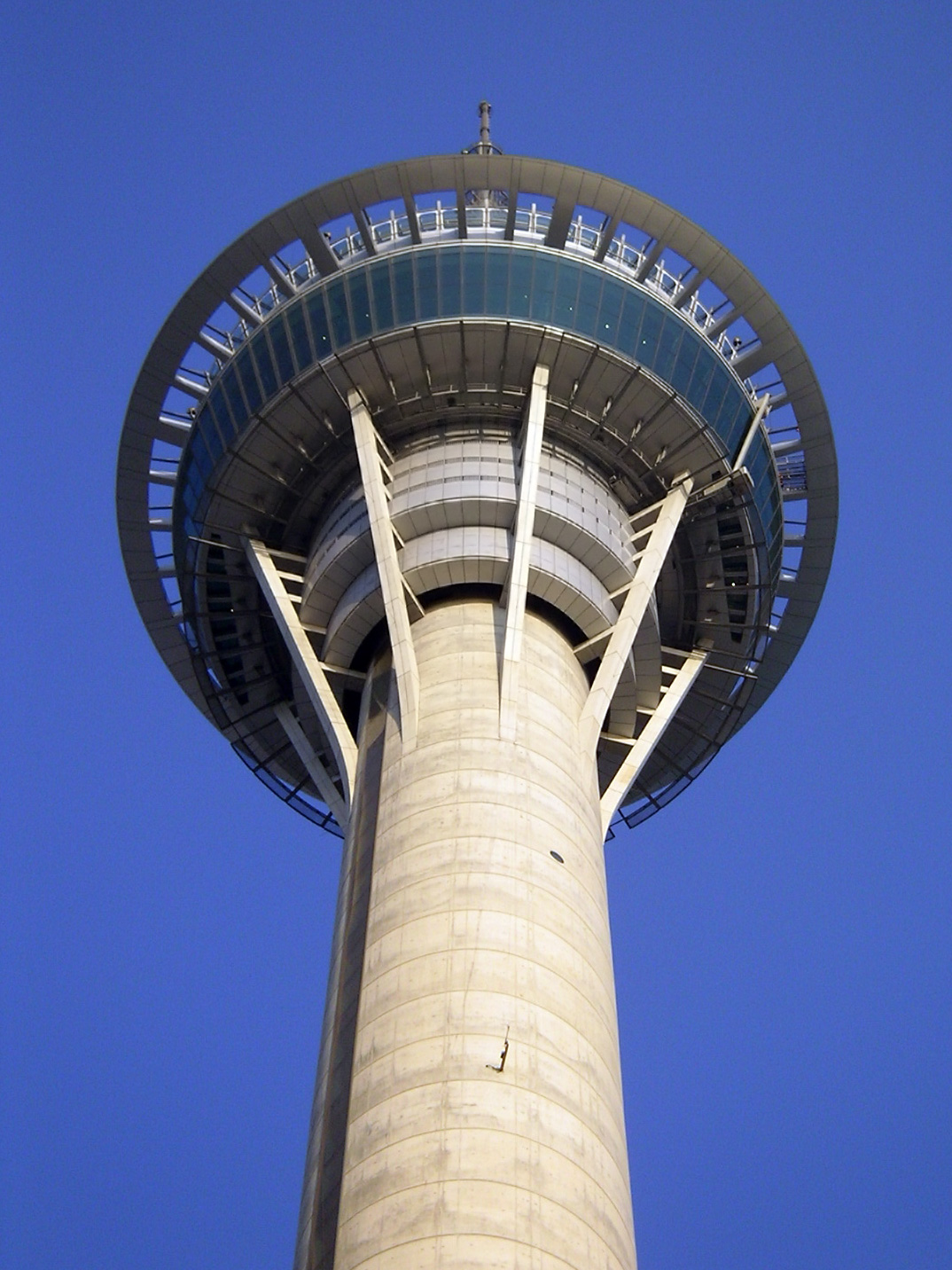
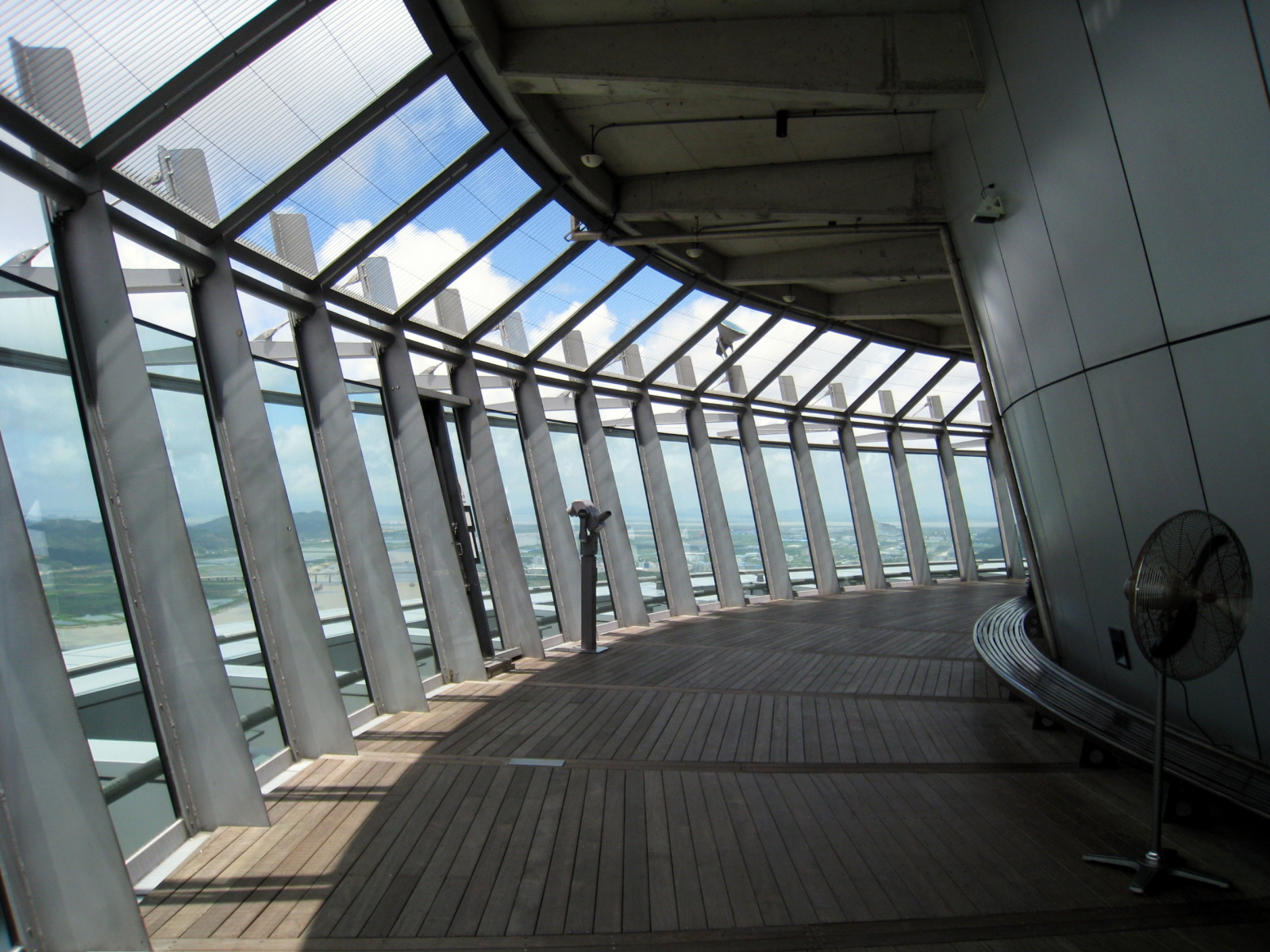
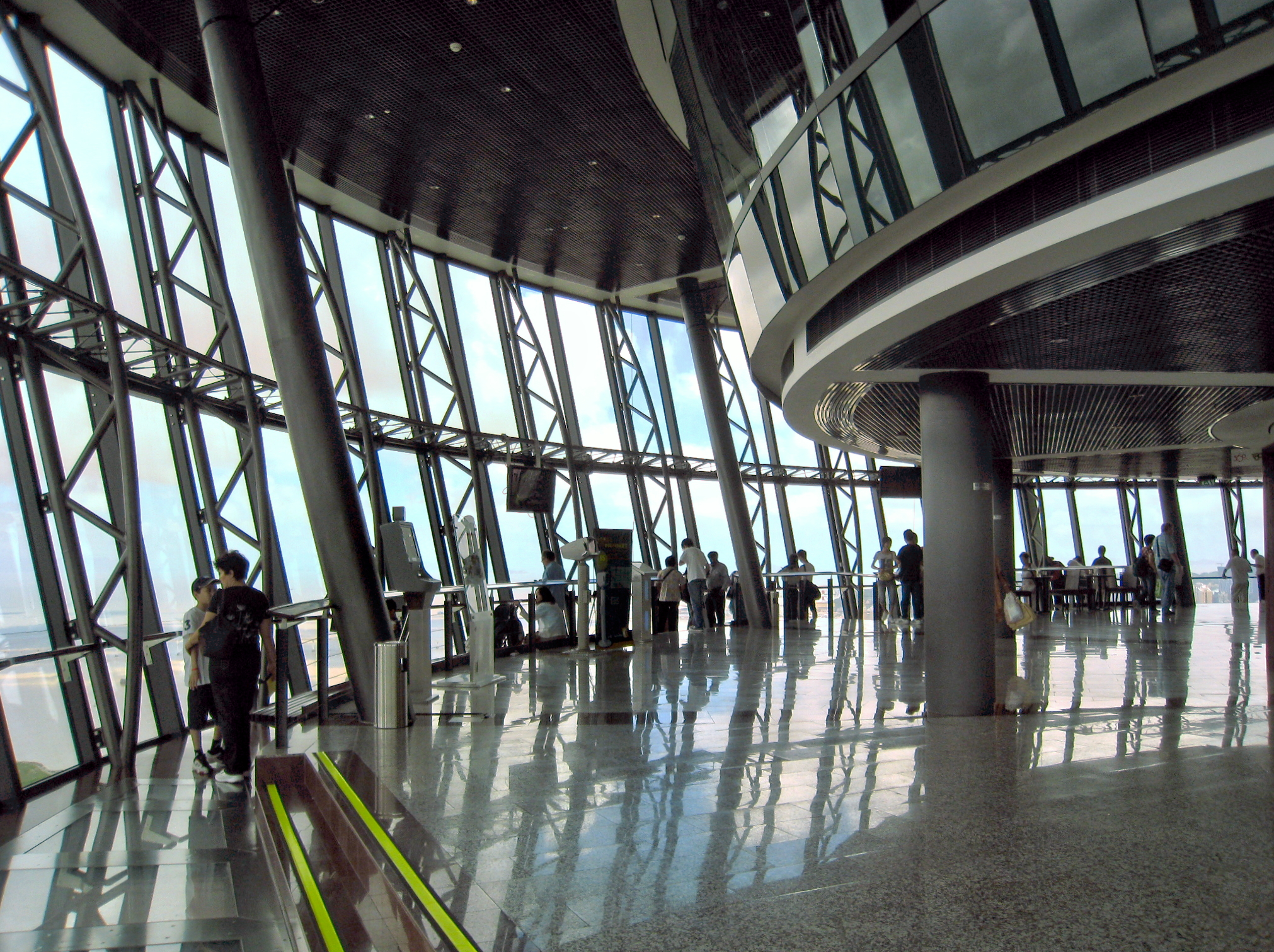
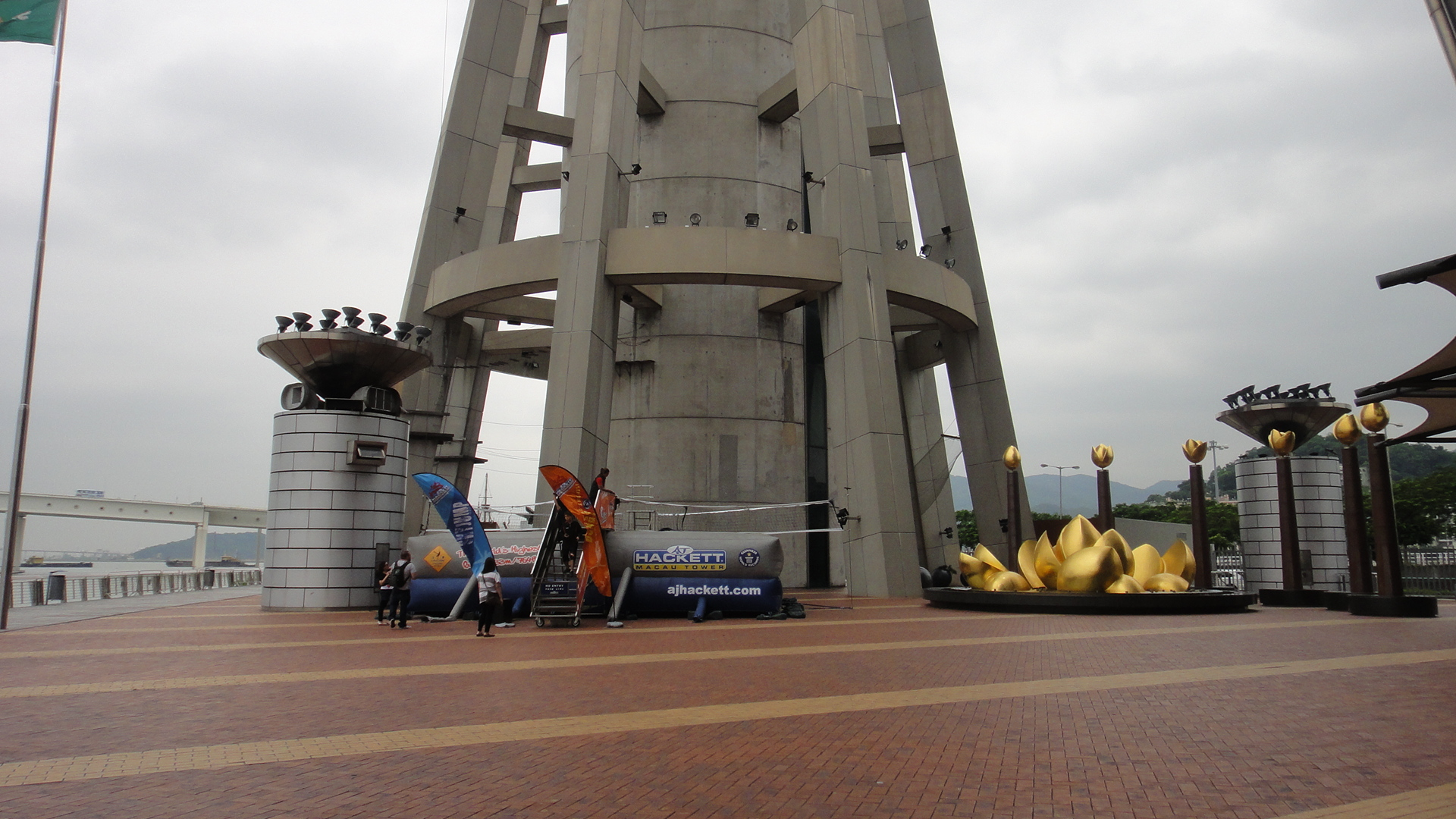
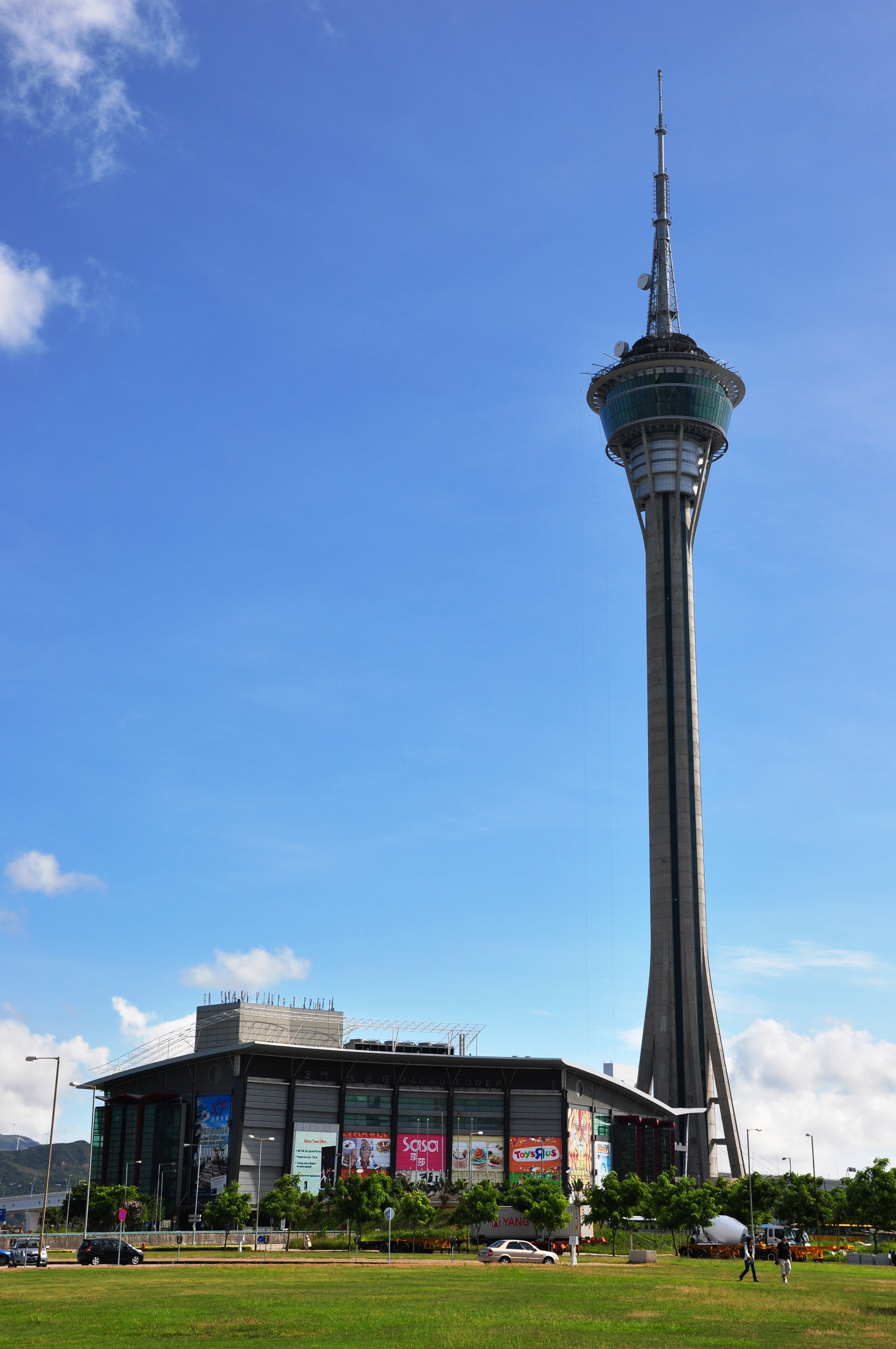
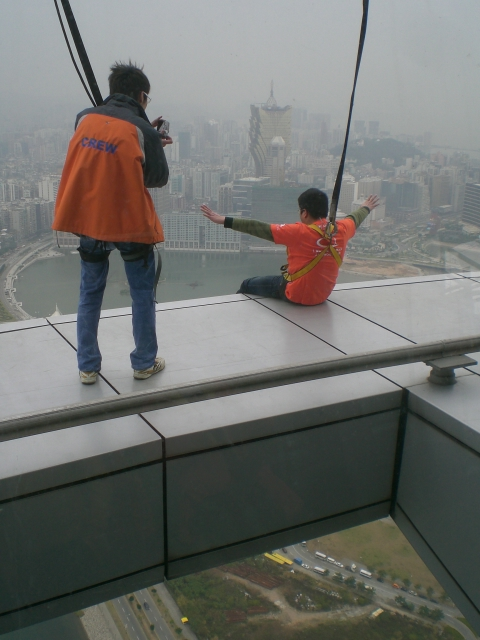